# Halvhalt
Halvhalt är en rörelse i dressyrridningens så kallade lägre skolor som används för att förbereda hästen och göra den uppmärksam på att något nytt skall hända.
Halvhalt används både på lägre och högre nivå för hästen utbildningsmässigt. Halvhalten är en avstämning mellan drivande och förhållande hjälper och beskrivs som en kortvarig samling av hästen under rörelse framåt med bibehållen bjudning och energi varigenom steget för ett ögonblick förkortas och att hästen täcker mindre mark, vilket inte är riktigt samma sak som att minska tempo. 
Med en halvhalt bringar man hästen till än mer samling än tidigare under en kort stund. Det är alltså något mer ansträngande för hästen att göra en halvhalt än före och eventuellt efter halvhalten, beroende på hur mycket samling man ber hästen om efter halvhalten. Halvhalten kan också vara ett sätt att kontrollera att hästen ligger rätt mellan hand och skänkel. Halvhalten används även för att bibehålla hästen rätt mellan hand och skänkel. Under en korrekt halvhalt skall det synas att hästen trampar mer under sig genom att bakpartiet blir än lägre än frampartiet.

## Att göra en halvhalt
Att göra en halvhalt betyder i vardagslivet i dagligt språkbruk att man för en kort tid stannar upp i det man håller på med för att fundera över hur man skall gå vidare – en stund för eftertanke. Uttrycket "time out" används ibland med ungefär samma innebörd.